# ارتباط النسوية بالمساواة
بشكل عام، تعتبر النسوية (نظرية المساواة بين الجنسين سياسيًا واقتصاديًا واجتماعيًا) اعتقادًا في المساواة بين الجنسين. وتجادل معظم النسويات (الداعين للمساواة بين الجنسين) للحصول على فرص متساوية، على الرغم من اختلاف العديد حول ماهية الفرص على وجه التحديد التي تعتبر المطالبة بها أمرًا حيويًا أو مبررًا أو مثيرًا للاعتراض من أجل تحقيق الهدف الأسمى للمساواة، ويختلف العديد حول الإستراتيجيات المستخدمة.
وبينما تدعم معظم النسويات المساواة، لكن لا يُنظر إليها على الصعيد العالمي باعتبارها الغرض النهائي الوحيد للنسوية من جانب جميع النسويات. ويعتبر البعض أن المساواة النسوية تكون بزيادة قوة النساء من نقطة البداية التي هي أقل مساواة بالرجال، حتى إذا لم تصل الزيادة بالضرورة إلى المساواة الكاملة. والفرض المنطقي الخاص بهن يقول إن بعض المكاسب أفضل من لا شيء. وعلى الطرف الآخر، تجادل أقلية من النسويات من أجل تفوق المرأة على الرجل باعتبار ذلك شكلاً من أشكال السيطرة.
تسعى للحرية مجموعة من النسويات (الداعيات للمساواة بين الجنسين على كافة الأصعدة) اللاتي يعتقدن أن المساواة أمر غير مرغوب فيه أو غير ملائم، على الرغم من تساوي البعض في مقدار الحرية مع الرجال لتحقيق المساواة، وبذلك تتحد النسويات اللاتي يطالبن بالمساواة بوصفها عنصرًا أساسيًا للنسوية.

## الاتفاق على التعريف
وفقًا لتينكي إم ويلمسن، رئيسة قسم دراسات المرأة في جامعة تيلبورج، «[يكاد] يكون من الصعب وضع تعريف للنسوية تتفق عليه جميع النسويات». وقد وجهت برونوين وينتر النقد إلى مقاومة وضع تعريف محدد للنسوية للمتخصصين وغير المتخصصين، فقد «انتشرت المقاومة على نطاق واسع للغاية حيث تظهر بوصفها موقفًا نظريًا نسويًا سائدًا: كنوع من أنواع (عدم اتخاذ موقف)». ومع ذلك، تم تقديم تعريفات في الأدب النسوي والممارسات النسوية.

## المساواة
أمثلة على المنظمات في الولايات المتحدة التي تسعى للمساواة تكمن في التكتل السياسي الوطني للمرأة (NWPC) والمنظمة الوطنية للنساء (NOW)، وعلى نحو أقدم الحزب الوطني للمرأة (NWP). لقد دعت المنظمة الوطنية للنساء في مؤتمرها الوطني الأول في عام 1967 إلى المساواة، على سبيل المثال «حقوق متساوية في التعديل الدستوري» و«المساواة في التعليم بعيدًا عن التمييز العنصري» و«المساواة في فرص التدريب الوظيفي» و«المساواة في فرص العمل [لكي] تكون متاحة لجميع النساء وكذلك الرجال» و«حق المرأة في التعلم بدرجة مكافئة لقدراتها ومساوية للرجال... مما يؤدي إلى القضاء على جميع أشكال التمييز والفصل وفقًا للجنس» و«حق النساء الفقيرات في تأمين تدريب وظيفي لهن وسكن وإعانات عائلية على قدم المساواة مع الرجال». وقد ترشحت فيكتوريا وودهول في عام 1872 في الانتخابات لكي تصبح رئيسة الولايات المتحدة، مؤكدة بذلك على الحق في المساواة. وأشارت نيستا هيلين ويبستر، وهي سياسية محافظة في المملكة المتحدة في أوائل القرن العشرين، إلى إمكانية المساواة بين الجنسين وقد اعتقدت بوجود «سيادة للمرأة.... [في] فرنسا ما قبل الثورة، عندما لم تحاول النساء ممن يملكن السلطة التنافس مباشرة مع الرجال، ولكن بدلاً من ذلك وجهن قوتهن في مجالات أخرى حيث برعن فيها، لاسيما (قوة التنظيم وقوة الإلهام)».
هناك كثير من المؤلفات الأدبية تُعرِّف النسوية بوصفها تتعلق بالحقوق المتساوية للنساء أو المساواة بين الجنسين.
وتستخدم ريان إيسلر خطابًا مغايرًا، وتقول «إن إعادة النظر في المجتمع الإنساني من منظور الجنس الشمولي»، «[يقترح] ... نموذجين أساسيين للمجتمع»، «[النموذج] الأول... [هو] النموذج المسيطر... وما اصطلح عليه بشكل شائع إما النظام الأبوي أو النظام الأمومي - وهو علو مرتبة نصف البشرية على النصف الآخر» و«[النموذج] الثاني، حيث تعتمد العلاقات الاجتماعية في المقام الأول على مبدأ الترابط بدلاً من علو المرتبة، وقد يكون أفضل وصف له هو نموذج المشاركة. وفي هذا النموذج - بداية بالفروق الأساسية الرئيسية في جنسنا، بين الذكر والأنثى - فالاختلاف لا يتساوى مع أي من الدونية أو التفوق». «[و]المشكلة لا تتمثل في الرجال من حيث النوع، ولكن في الرجال والنساء من حيث ضرورة اندماجهم في النظام المسيطر». وقد دعت إلى نظام اجتماعي يقوم على المساواة بين الرجل والمرأة فيما أسمته (gylany)، وهو شراكة تربط فيما بين الجنسين، بدلاً من النظام الحالي أو القديم الذي يسيطر فيه الرجال.
ومن الناحية التاريخية، فإن أفلاطون، وفقًا لإلين هوفمان باروخ، في حوالي 394 قبل الميلاد أثار جدلًا يشير إلى أنه بينما يُعتقد بأن الرجال سيتفوقون في نهاية المطاف، فإنه يتعين أن تتساوى النساء مع الرجال سياسيًا واجتماعيًا وجنسيًا وتعليميًا وفي المعارك العسكرية، وينبغي أن تتمكن من دخول أعلى مراتب المجتمع، فضلاً عن أن معظم الاختلافات بين الجنسين لا يمكن تفسيرها بيولوجيًا (ويُعد أفلاطون أحد المفكرين الأوائل الذين صرحوا بذلك)، كما أن نظام رعاية الأطفال من شأنه تحرير المرأة من أجل المشاركة في المجتمع.
وتوجه بعض النسويات الراديكاليات النقد للمساواة، مع إنكار أن «المساواة في مجتمع ظالم تستحق القتال من أجلها».

## الغموض الذي يكتنف المساواة
«تطالب الحركات النسوية بإعادة التوازن فيما بين النساء والرجال في السلطة الاجتماعية والاقتصادية والسياسية داخل مجتمع ما، نيابة عن كلا الجنسين باسم الإنسانية المشتركة بينهما، ولكن مع مراعاة اختلافاتهم». عندما بدأ استخدام كلمة نسوية وغيرها من الكلمات ذات الصلة على نطاق واسع في تسعينيات القرن التاسع عشر في أوروبا والنصف الغربي من الكرة الأرضية وصولاً إلى العصر الحديث، كانت علاقة المصطلح بالمساواة غير واضحة في كثير من الأحيان. «ومن ثم، كما هو الحال الآن، فقد استخدمت المصطلح أطراف متعددة على نحو مثير للجدل، بوصفه كناية بدلاً من استخدامه على نحو تحليلي؛ وكما هو الحال الآن، لم تعد الكلمات تستخدم من قبل الجميع لكي تدل على الشيء نفسه. وكما توضح الدراسة الخاصة بتاريخها، فقد أشارت تلك الكلمات إلى حد بعيد في كثير من الأحيان إلى» حقوق النساء«بدلاً من» حقوق مساوية لحقوق الرجال«. ويمثل هذا فرقًا طفيفًا ولكنه عميق. وحتى في ذلك الحين، أشارت المفردات النسوية ضمنيًا إلى نقد اجتماعي سياسي أعم بكثير، وهو النقد الذي تَركَّز على النساء وحفل بهجوم على امتيازات الذكور».
كتبت الكاتبة النسوية بيل هوكس تقول: «تعتقد جماهير الناس أن النسوية هي عن نساء تسعى دائمًا وأبدًا للمساواة مع الرجال فقط... والنسوية التي يسمعون عنها أكثر يتم وصفها من قبل نساء التزمن في المقام الأول بالمساواة الاجتماعية - أجور متساوية مقابل أعمال متساوية، وتقاسم الرجال والنساء الأعمال المنزلية وتربية الأطفال في بعض الأحيان». «وتمثل [النسوية] حركة من أجل القضاء على الاضطهاد على أساس الجنس».
في هذا الإطار، فإن ديبرا سيجيل «[تستخدم] مصطلح [» النسوية«] بمعنى عام للإشارة إلى الفلسفة الدافعة لحركة القضاء على التمييز على أساس الجنس وحياة أفضل للمرأة».
إن النوع (يختلف غالبًا عن الجنس) يتمثل في أكثر من اثنين في بعض المؤلفات المثالية النسوية، وذلك وفقًا لكارين سكونبفلاج، في تحليل أعمال جابريل دي فويجني (1676)، وأورسولا لي جوين (1969)، وصامويل ديلاني (1976)، ودونا هاراواي (1980)، وألكيلين فان لينينج (1995).

## التقدم في اتجاه المساواة
يمكن أن تكون النسوية في الممارسة الفعلية مرهقة ومكلفة، وقد تتنافس احتياجات أخرى على الموارد الشخصية والتنظيمية. وقد تشجع البراجماتية على السعي نحو أهداف أقل شأنًا، مثل الحصول على المزيد من السلطة بشكل أكثر بدون نسوية، بينما لا تحاول السعي للحصول على المساواة الكاملة.
وفقًا لأليس إيكولز، «لقد ذكرت كارول هانيش... أن المظهر الجميل للمرأة والتصرف بحماقة هي إستراتيجيات للبقاء ينبغي على المرأة الاستمرار في استخدامها حتى يحين الوقت الذي يمكن» لسلطة الوحدة«أن تحل محلها».
تكهنت آن سنيتو، إحدى الرائدات النسويات، بأن النسوية المختلفة أصبحت مفضلة عن المساواة الاجتماعية وبهذا «قد يكون الرجال أكثر استجابة».
في أواخر القرن الثامن عشر في بريطانيا، كتبت ماري ويلستونكرافت في كتاب دفاعًا عن حقوق المرأة (A Vindication of the Rights of Woman) «[مؤكدة] على الحقوق التي يتعين على الرجال والنساء النضال من أجلها». «دعونا لا نخلص إلى أنني أريد عكس ترتيب الأمور؛ ولقد مُنحت ذلك بالفعل من التكوين الخاص بالأجسام، فيبدو أن الرجال قد تم تكوينهم بفعل العناية الإلهية لبلوغ درجة أكبر من الفضيلة. وأنا أتحدث بشكل عام عن الجنس كله، ولكنني لا أرى ثمة سببًا لاستنتاج أن فضائلهم ينبغي أن تختلف وفقًا لطبيعتهم». «وسأكون... مسرورة بإقناع الرجال العقلاء بأهمية بعض ملاحظاتي، وإقناعهم بأن يفكروا بتجرد في فحواها الكامل - وأنشد تفهمهم بوصفهم شركاء لنا، وأطالبهم نيابة عن نوعي ببعض الحق في قلوبهم. وأرجوهم أن يساعدوا في تحرير رفيقاتهم، لجعلهن شريكات أفضل لهم! [¶]هلا للرجال أن يحررونا من عبوديتنا بدافع من كرمهم، وأن يكونوا راضين بصحبة عقلانية بدلاً من طاعة العبودية، فسوف يجدوننا بنات أكثر التزامًا وأخوات أكثر عاطفة وزوجات أكثر إخلاصًا وأمهات أكثر عقلانية - وفي عبارة واحدة مواطنات أفضل».

## التفوق
إن الحركة النسوية الراديكالية وفقًا للبروفيسور ديان دي ديفيز، "تميل إلى الاهتمام بامتيازات النساء بدلاً من المساواة". إن النسوية الروحية والنسوية الأيكولوجية، وفقًا للبروفيسور ديفيز "يهتمان بالمساواة بشكل أقل من إيجاد طرق لقلب الامتياز الثنائي [(الذكري / الأنثوي)]" من أجل إحلال "الأنثوي" في الطليعة (إن جاز التعبير)". وكتب بعض مؤلفي الخيال المثالي عن "العوالم المثالية حيث يكون وضع المرأة أفضل من وضع الرجل".
ودعت أقلية من النسويات إلى وجود مجتمعات تحكم فيها المرأة النساء والرجال على حد سواء. وقد أفاد بعض العلماء بوجود بعض من هذه المجتمعات، على الرغم من عدم وجود نزاع حول وجودها. ووفقًا لسينثيا إيلر، فإن النسوية الروحية صرحت بالاعتقاد في «مساواة النساء أو تفوقهن» في الماضي والمستقبل بينما ليس في الحاضر، وقد ناقش بعض الأتباع «تفوق النساء في مقابل المساواة في علاقات القوة بين الجنسين» في عصور ما قبل التاريخ. ولكن في القرن العشرين، لم ينشئ العدد الضئيل من النسويات أي منظمة من أجل تطوير هذا المفهوم أو التخطيط لمثل ذلك المجتمع.

## الحرية، بصرف النظر عن المساواة
تعتمد النسوية المختلفة على افتراض أن النساء والرجال مختلفان، وأن تساوى النساء مع الرجال يعني أن يكنَّ مثلهم، وهو أمر غير مرغوب فيه. وبدلاً من المساواة، فإن النسوية المختلفة تعتمد على تحقيق الحرية.
في عام 1916، دعت شارلوت بيركينز غيلمان إلى النسوية دون الدعوة إلى «المساواة». وفي سبيل «حرية» النساء و[«تكاملهن»]، كتبت تقول: «[إن] النسوية هي الصحوة الاجتماعية للنساء في جميع أنحاء العالم. وهي حركة عظيمة ... من شأنها أن تغير مركز الجاذبية في حياة الإنسان..... وهي حركة من أجل تحقيق ... الاستقلال الاقتصادي الكامل [للمرأة] [من بين أهداف أخرى]..... و[يتحدث] [مناهضو] النسوية ... عن خوفهم الشديد من تحقيق الحرية للمرأة». وقد تناولت في كتاباتها الاختلافات بين النساء والرجال، بما في ذلك الأمومة والأبوة، وبأن «[النسويات] هن نساء بالإضافة إلى: المزيد من هبات وأنشطة الإنسان الكامل».